# Lunds stift
Lunds stift (latin: Dioecesis Lundensis)  är ett stift inom Svenska kyrkan. Stiftet består av 12 kontrakt, 21 pastorat och 148 församlingar (2024). Av dessa församlingar är en icke-territoriell, Karlskrona amiralitetsförsamling. Lund är stiftsstad och Lunds domkyrka stiftskyrka.

## Historia
Stiftet bildades år 1060 genom delning av Roskilde stift. Samtidigt blev också Dalby strax intill Lund huvudort i ett eget stift. Till biskop över Lund sattes engelsmannen Henrik och som biskop över Dalby tysken Egino. Avgränsningarna mellan de två stiften är inte känd. Blekinge verkar inte ha varit en del av Lunds stift förrän under 1200-talet enligt bland andra Knytlingesagan och Necrologium Lundense. År 1066 uppgick Dalby i Lunds stift i samband med biskop Henriks död.
Under perioden 1231–1645 sammanföll områdets gränser med Lunds stift. Därefter övergick Halland till Göteborgs stift och Bornholm 1660 till Själlands stift, medan Lunds stift fortsatt kom att omfatta Skåne och Blekinge. Detta som anpassningar till de nya riksgränserna som uppstod när Skåne, Blekinge och Halland tillföll Sverige i mitten på 1600-talet. Området har under vissa perioder av medeltiden varit förenat under ett för parterna gemensamt ting på Lerbäckshög i Lund, ett av de tre huvudting i Danmark där man under medeltiden bland annat valde sina kungar. Senare delades tingets uppgifter upp på de olika landsdelarna. Det första riktigt säkra beviset för att Blekinge var danskt är år 1231, då detta omnämns i Kung Valdemars jordebok. Redan på 1060-talet kristnades landskapet av biskop Egino från Dalby. Adam av Bremen skriver dock i fjärde bokens fjortonde kapitel: ”Men om vi vänder tillbaka till det baltiska havets mynning i norr, möter vi först nordmännen, därefter skjuter det danska landskapet Skåne fram, och öster därom bebor götarna ett vidsträckt område upp till Birka”. I fjärde bokens sjunde kapitel skriver Adam följande: ”Skåne är den yttersta delen av Danmark och utgör en halvö”.
Vid denna tidpunkt låg hela Skandinavien under ärkebiskopen i Hamburg-Bremen och ingick i Hamburg-Bremens kyrkoprovins. Kyrkan i de olika länderna i Skandinavien konkurrerade alltså inte med varandra, utan de samarbetade. I Necrologium Lundense (där de olika böckerna är skrivna under 1100-talet och första halvan av 1200-talet) nämns inte på något ställe Blekinge, orter i dåtidens Blekinge eller personer som bor i eller kommer från Blekinge (inte ens i samband med upptagandet av kyrkliga skatter). Några författare har dragit slutsatsen att Blekinge inte har kunnat komma under Lunds stift förrän under 1230-talet. Redan före stiftets formella upprättande fanns dock två biskopar över Skåne, omtalade i de medeltida källorna: Gotebald och Bernhard.

### Ärkestift
År 1104 blev Lunds stift ärkestift över kyrkan i de tre nordiska rikena som då alltså bildade en kyrkoprovins, Lunds kyrkoprovins. Bakgrunden till detta var att kung Erik Ejegod, som var son till Sven Estridsson, hos påven Paschalis II i Rom personligen, i samband med en pilgrimsfärd till Jerusalem, hade utverkat att de tre nordiska rikena fick bilda en kyrkoprovins under ett nordiskt ärkebiskopsdöme. Detta var en tanke som väckts redan av Erik Ejegods far Sven Estridsson. Kung Erik Ejegod var klart påvevänlig och så var även Erik Ejegods hustru drottning Bodils brorson Ascer.
Att Erik Ejegod mötte sådant tillmötesgående hos påven berodde på att påven låg i konflikt med de tyska kejsarna, som blandade sig i kyrkans angelägenheter. Ärkebiskoparna i Hamburg-Bremen tog parti för kejsaren, och påven kände sig därvid åsidosatt. För Paschalis II kom därför Erik Ejegods framställan högst lägligt. Genom att upprätta ett ärkebiskopssäte i Lund kunde påven kringskära den hamburg-bremiske ärkebiskopens myndighet. Konflikten mellan kejsare och påve kom att biläggas först 1122 i och med konkordatet i Worms.
Påven gav bekräftelse på gärningen att ”föra en ärkestol norr om Saxlands märken”. Kort efter Erik Ejegods död på Cypern fick biskop Ascer år 1104, genom en särskild påvlig beskickning mottaga palliet (eller pallium), det vill säga den vita, med sex svarta kors prydda krage, som sedan flera hundra år var ärkebiskoparnas tecken såsom ledare för en kyrkoprovins, vävd av ull från heliga lamm i ett kloster i Rom.

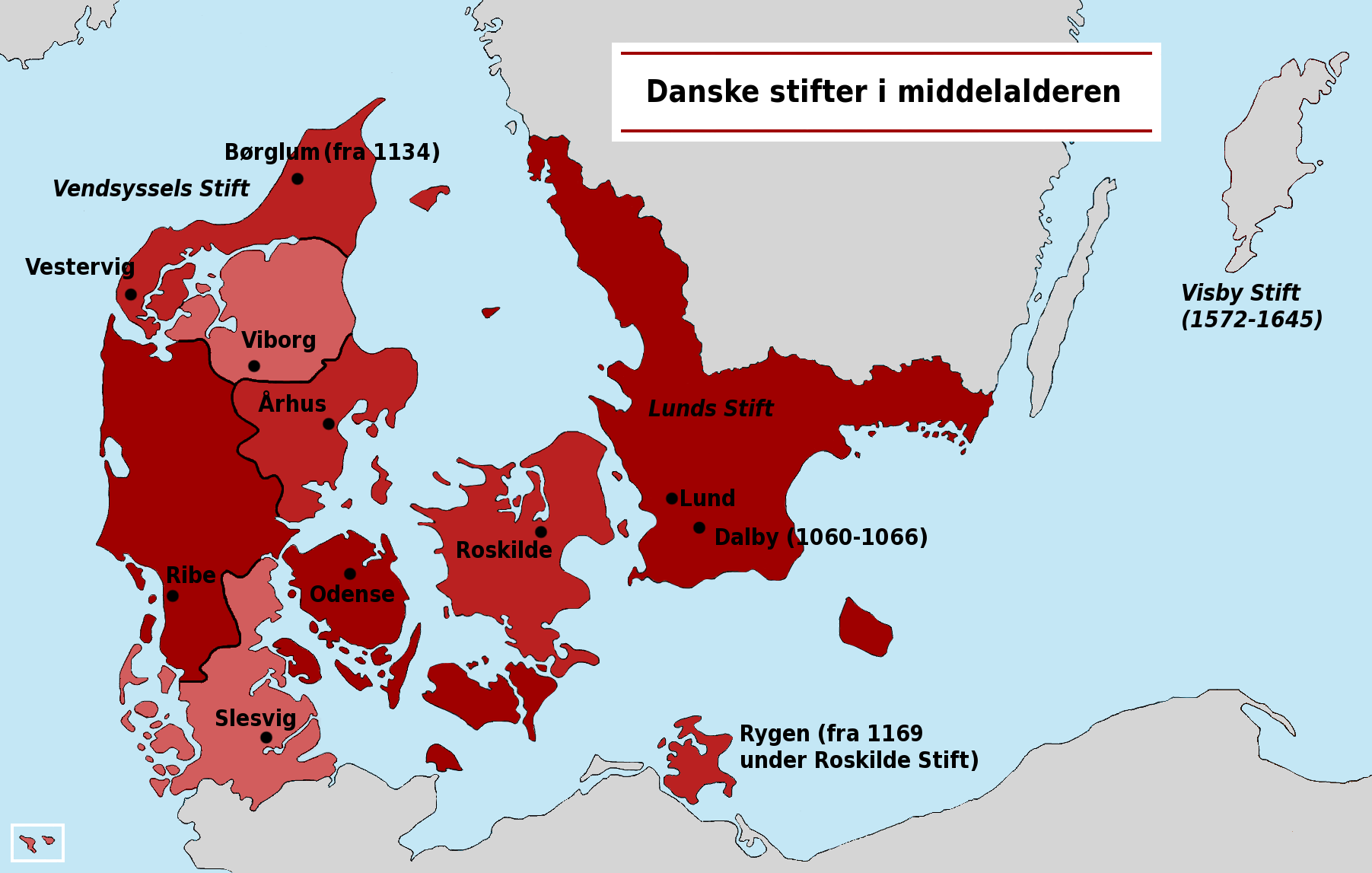
Danska stift på medeltiden

### Krisen 1133–1134
År 1133, efter att konflikten kejsare–påve var till ända, fälldes en påvlig dom som innebar att ärkebiskop Ascer skulle återgå till lydnad under ärkesätet i Hamburg, varvid Norden återigen kom att höra till Hamburg-Bremens kyrkoprovins även om Lunds biskop fick behålla sin ärkebiskopstitel. Ärkebiskopen i Hamburg-Bremen skulle alltså fortsättningsvis ha myndighet över alla biskopar i Danmark, Sverige, Norge samt på Färöarna, Island och Grönland. I början av 1134 försonades danske kung Nils med den tyske kejsaren. Hans son Magnus avlade trohetsed till kejsaren.
Ascer ville till varje pris att Lunds ärkestift och kyrkoprovins skulle bestå och han gick därför över till Erik Emunes sida. Denne kämpade mot den danske kungen (sin farbror). Lunds stad befästes. Borgaren David i Lund, Erik Emunes systerson, lät hyra in 300 tyska ryttare. Annandag Pingst, den 4 juni 1134 skedde avgörandet genom slaget vid Foteviken. Kung Nils och sonen Magnus kom med en invasionsflotta och med flera danska biskopar och stormän. På land väntade Erik Emune, ärkebiskopens väpnade följe, ett skånskt uppbåd samt de tyska ryttarna. Invasionshären stred till fots, enligt gammal nordisk tradition, medan de tyska ryttarna tillämpade stridstekniken där ryttare i järnrustningar med fällda lansar red till tungt samlat angrepp. Kampen blev förödande för invasionshären under kung Nils. I Lunds domkyrkas nekrologium nedskrevs ”Herrens år 1134 [...] Vid byn Hammar dödades i strid Magnus, kung Nils son och biskoparna Petrus av Roskilde, Roskilde, Thore av Ribe, Ribe, Kettil av Vendel, Vendel (Danmark), Henrik av Sigtuna, Sigtuna och subdiakonen Brant, vår broder, jämte de flesta Danmarks bästa män”. Efter denna strid fortsatte Lund att vara ärkestift för hela Norden och ärkebiskop Ascers ställning var tryggad.

### Kyrkoprovinsen delas
Lund som säte för en nordisk kyrkoprovins bestod till år 1152, då Norge fick egen ärkebiskop och kyrkoprovins, se Nidaros stift. År 1164 blev Uppsala ärkebiskopssäte över Sverige. Dock fortsatte Lunds ärkebiskop att vara även Sveriges primas, vilket innebar att den svenske ärkebiskopen skulle lyda under Lunds ärkebiskop och ingå i dennes kyrkoprovins. Denna ordning bestod formellt fram till reformationen på 1500-talet.
Det hela hade sin bakgrund i att ärkebiskop Eskil, sedan påven brutit loss Norge från ärkestiftet, begivit sig till Rom för att bevaka sina intressen. Eskil ville att Sverige skulle fortsätta att höra till Lunds kyrkoprovins, varvid påven i en kompromiss lät Eskil bli primas.
Att Norge hade avstyckats år 1154 hade i sin tur sin grund i att påven och den tysk-romerske kejsaren låg i fejd med varandra. Det fanns risk att kejsaren åter skulle dra in det lundensiska ärkestiftet under Hamburg-Bremen. Genom att dela upp det stora Lunds ärkestift i tre delar gjordes det mera oåtkomligt för Hamburg-Bremen.

### Efter reformationen
Från 1537 bar stiftets överhuvud titeln superintendent, men återfick år 1611 biskopstiteln. År 1645 skildes Halland och 1660 Bornholm från stiftet; 1678–1680 tillhörde östra Blekinge Kalmar stift. Numera omfattar Lunds stift Blekinge samt Skåne län.

## Kontrakt

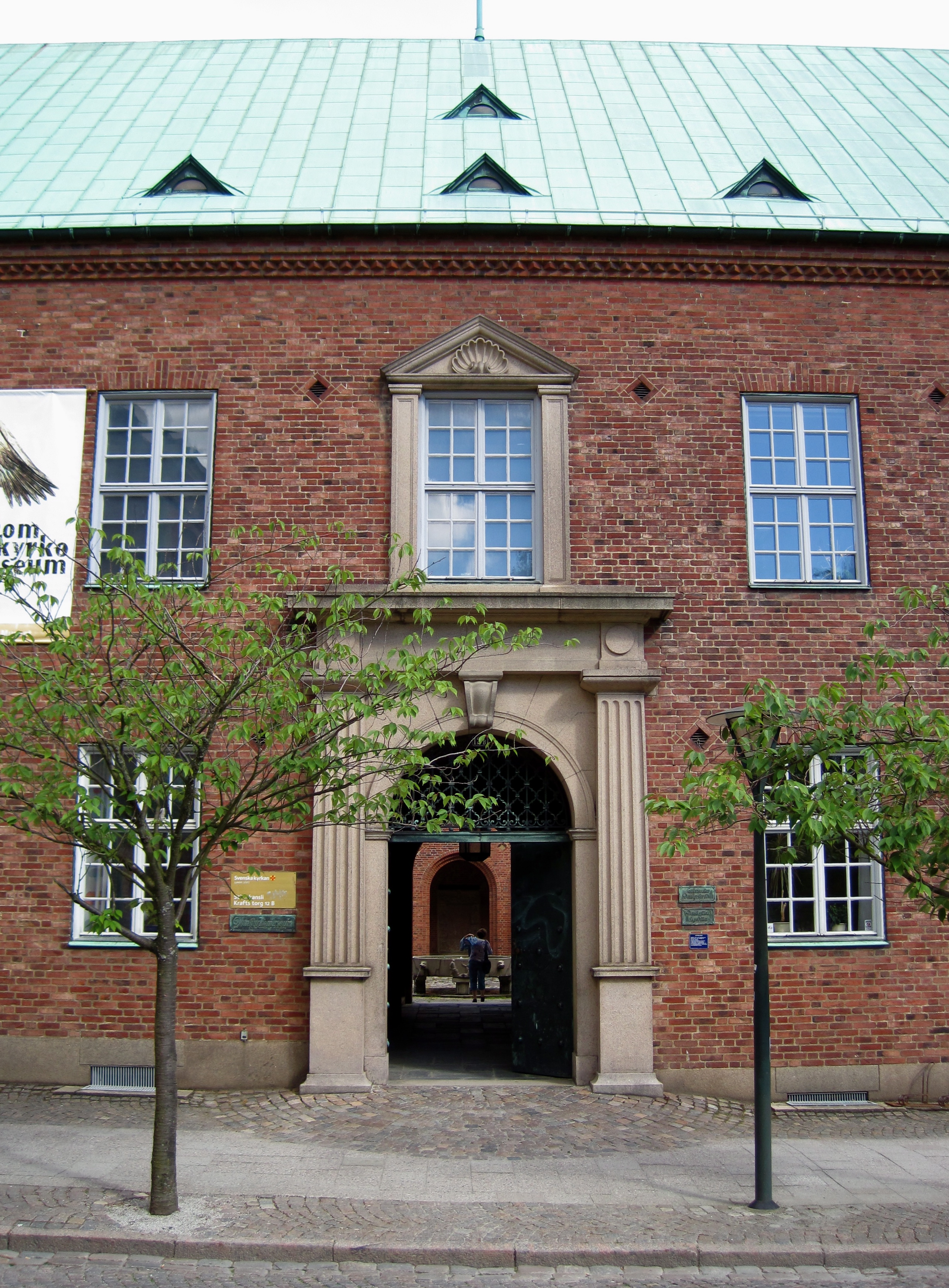
Entrén till Lunds stiftskanslis innergård, sedd från Krafts torg.

Nedan finns en lista över kontrakt i Lunds stift.
- Lunds kontrakt
- Torna och Bara kontrakt
- Skytts och Vemmenhögs kontrakt
- Ljunits, Herrestads, Färs och Österlens kontrakt
- Frosta-Rönnebergs kontrakt
- Luggude-Åsbo kontrakt
- Helsingborgs kontrakt
- Bjäre-Kulla kontrakt
- Göinge kontrakt
- Villands och Gärds kontrakt
- Blekinge kontrakt
- Malmö kontrakt

### Webbkällor
- Lunds domkyrka och domkyrkoförsamling - biskopslängd